# Nowy Dwór (rejon żabinecki)
Nowy Dwór (biał. Новыя Дворы, Nowyja Dwory; ros. Новые Дворы, Nowyje Dwory) – wieś na Białorusi, w obwodzie brzeskim, w rejonie żabineckim, w sielsowiecie Krzywlany. Od południa graniczy z Żabinką.

## Historia
Pod zaborami i II Rzeczypospolitej folwark. W XIX i w początkach XX w. położony był w Rosji, w guberni grodzieńskiej, w powiecie kobryńskim.
W dwudziestoleciu międzywojennym leżał w Polsce, w województwie poleskim, w powiecie kobryńskim, do 18 kwietnia 1928 w gminie Siechnowicze, następnie w gminie Żabinka. W 1921 miejscowość liczyła 67 mieszkańców, zamieszkałych w 9 budynkach, wyłącznie Polaków wyznania rzymskokatolickiego.
Po II wojnie światowej w granicach Związku Sowieckiego. Od 1991 w niepodległej Białorusi.

## Transport
Nowy Dwór znajduje się przy rozwidleniu linii kolejowych Baranowicze – Brześć i Łuniniec – Żabinka oraz przy drogowej obwodnicy Żabinki.